# 신일철
신일철(申一澈, 1931년 9월 14일 ~ 2006년 1월 16일)은 대한민국의 철학자이다.

## 생애
본관은 평산(平山)이고 중국 상하이 출생.
독립운동가 은암 신언준의 아들인 그는 주체사상 비판으로 이름을 날렸다.

## 주요 저서
- 《시장의 철학》(시사영어사, 2001년 6월 20일)

## 주요 경력
- 사상계 편집국 국장
- 고려대학교 철학과 교수
- 고려대학교 중앙도서관 관장
- 한국철학회 회장
- 고려대학교 대학원 원장
- 고려대학교 철학연구소 소장
- 고려대학교 명예교수

## 학력
- 고려대학교 철학과 학사
- 고려대학교 대학원 철학과 철학석사
- 고려대학교 대학원 철학과 철학박사